# Gai Cicereu
Gai Cicereu (en llatí Caius Cicereius) era secretari (scriba) de Publi Corneli Escipió Africà el vell.
Va ser candidat a pretor l'any 174 aC amb el fill d'Escipió, però en veure que obtenia més vots que aquest va renunciar al seu favor i es va presentar sol al següent any (173 aC). Quan va sortir elegit i va obtenir la província de Sardenya. Però el senat li va ordenar anar a Còrsega per conduir la guerra contra els rebels corsos. Va fer la guerra als corsos i els va concedir la pau a canvi d'un tribut, i llavors va anar a Sardenya.
L'any 172 aC, en tornar a Roma, va demanar els honors del triomf per la seva victòria a Còrsega però el senat li va negar l'honor per no ser la seva província i va celebrar el triomf pel seu compte al Mont Albà, on va construir un temple a Juno Moneta en commemoració de la victòria. El mateix any el senat l'envià com a ambaixador al rei il·liri Gentius, i altre cop el 167 aC amb la mateixa funció. L'any 168 aC va consagrar el temple erigit el 172 aC, segons explica Titus Livi.